# 萼洞叶蛛
萼洞叶蛛（学名：Cicurina calyciforma）为卷叶蛛科洞叶蛛属的动物。在中国大陆，分布于安徽等地。该物种的模式产地在安徽黄山。